# Santa Maria de Sils
Santa Maria de Sils és una església de Sils (Selva) amb elements barrocs i neoclàssics, inclosa a l'Inventari del Patrimoni Arquitectònic de Catalunya.

## Descripció

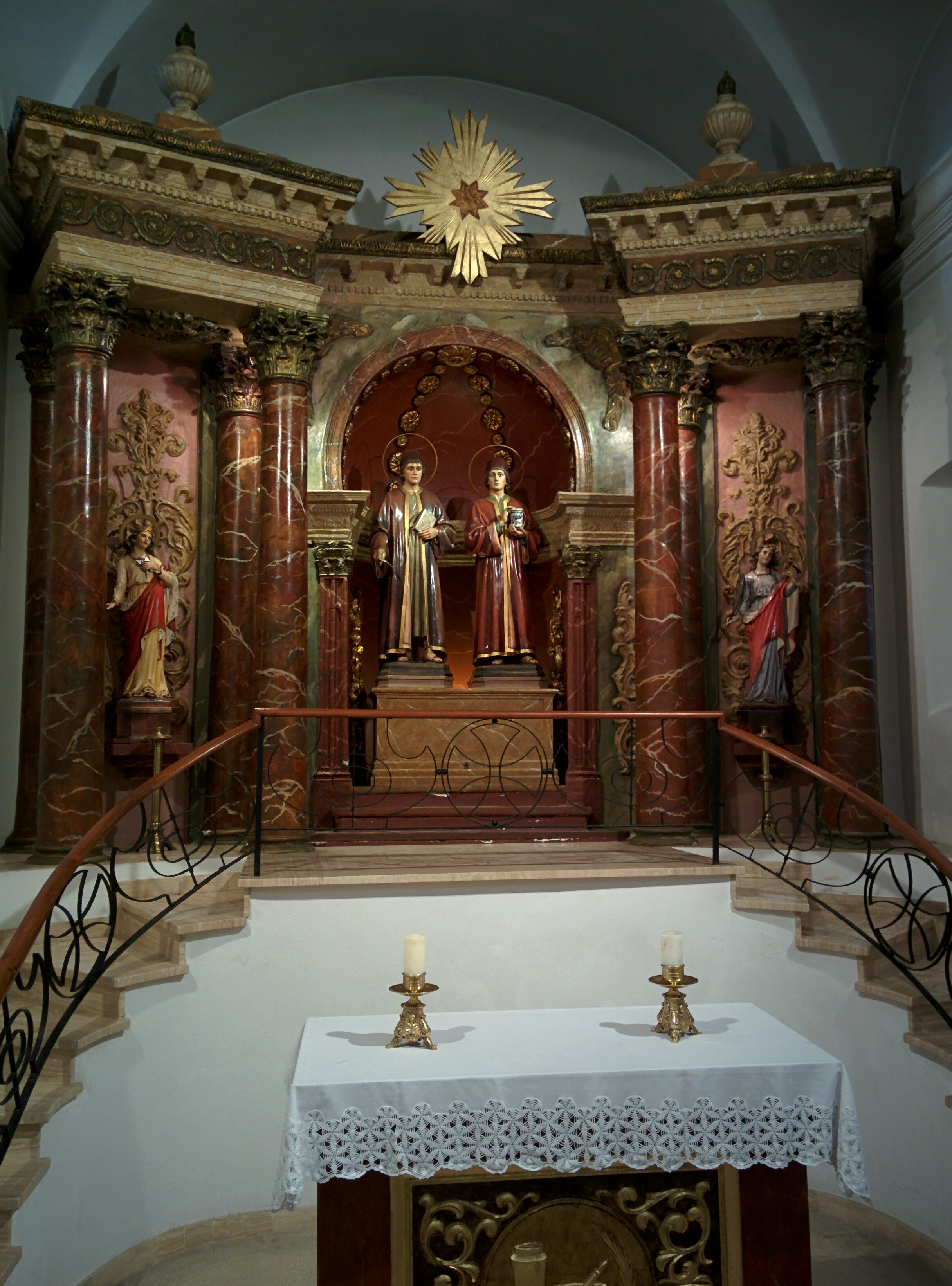
Altar dedicat als Sants Metges

L'edifici actual, de factura barroca-neoclàssica és del segle xviii però conserva una capella gòtica i una làpida del 1333 encastada al costat de la porta. L'església està formada per una nau central amb dues capelles laterals a cada costat, dedicades a Sant Marc, Sant Llop i els Sants Metges. La façana, arrebossada i pintada recentment, té un coronament de forma ondulant, amb pinacles als vèrtex i una creu al capdamunt. La portalada, emmarcada en pedra, és d'estil neoclàssic, rectangular, amb ornamentacions i amb una llinda que porta la inscripció de 1802. Sobre aquesta portalada hi ha una fornícula també de pedra, amb la imatge de la Verge, acabada amb un frontó. Per damunt de la fornícula i al centre, hi ha una finestra circular emmotllurada que il·lumina l'interior de l'església. L'entrada al temple queda a un nivell més elevat, s'hi accedeix a través d'una escalinata i una porta reixada de ferro forjat que tanca la petita zona de la plaça de davant l'església.
El campanar, també reformat recentment, és de planta quadrada, i té una obertura per banda, amb arc de mig punt. Al capdamunt hi ha una mena de balaustrada de pedra i quatre boles decoratives als extrems. En la remodelació de principis del segle XX es va fer una coberta de ceràmica vidriada verda, s‘hi va afegir un coronament de ferro forjat molt interessant i un rellotge amb decoració d'esgrafiats i el text: “Viu i pensa en la mort”.

## Història

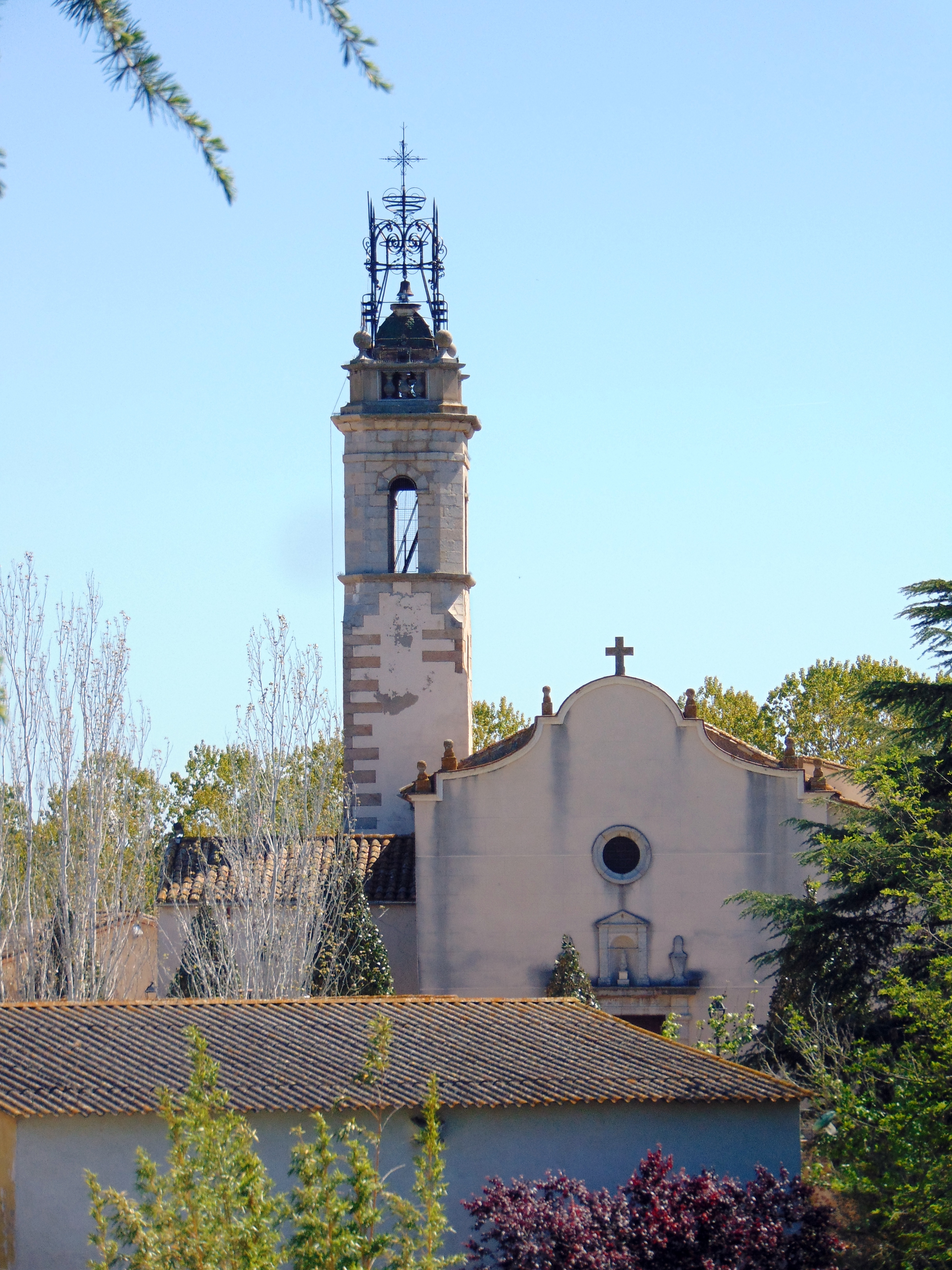

L'església de Sils, és esmentada per primer cop en una butlla de Lluci III (1185), que confirma les possessions del monestir de Breda, ratificada per Innocenci IV (1246). Va centrar, al peu de l'estany, un petit nucli de cases que es va mantenir gairebé inalterat fins al segle xix. Les primeres notícies existents sobre la propietat de les terres de l'estany se situen a principis del segle ix, en què van esdevenir patrimoni del vescomte de Girona.
L'edifici actual és del segle xviii substituí l'antiga esglesiola amb espadanya ja esmentada al segle xi, i només conserva una capella lateral gòtica i una làpida de 1333 encastada al costat de la porta. El campanar va ser remodelat i consolidat l'any 1907 per l'arquitecte Rafael Masó que va fer un nou coronament i un rellotge. L'agost de 1907 les obres ja s'havien començat i el 24 de novembre del mateix any es va beneir el campanar.